# Collège général
Pour les articles homonymes, voir Séminaire Saint-Joseph.
Le Collège général ou en anglais : College General (en malais :
Seminari Tinggi Katolik) est un séminaire catholique situé à Tanjung Bungah, dans la province de Penang, en Malaisie. L'origine du collège peut être retracée à la fondation en 1665 du séminaire Saint-Joseph à Ayutthaya, qui était alors la capitale du Siam (actuelle Thaïlande).

## Histoire

### Période d'Ayutthaya (1665-1765)

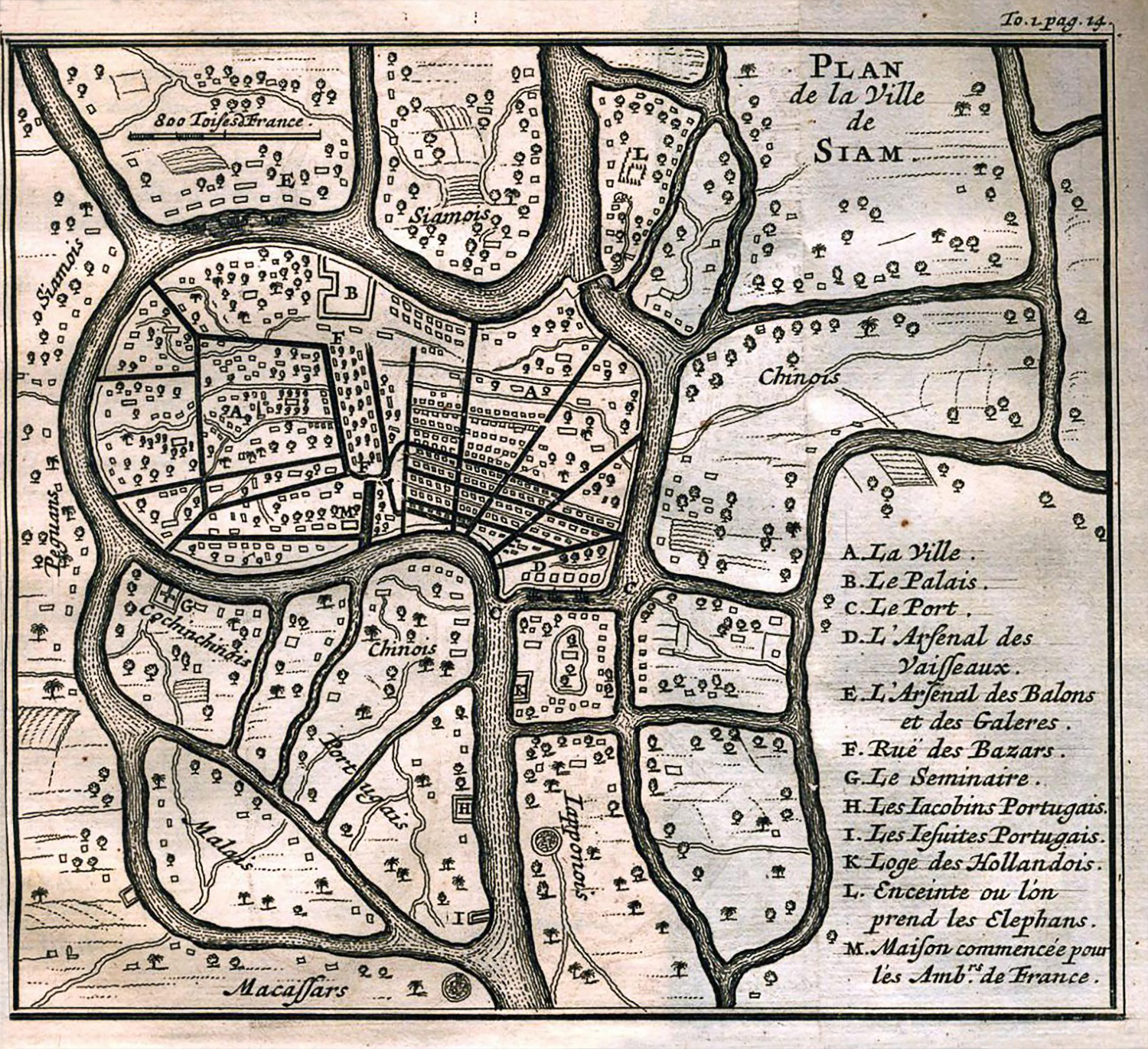
Le Séminaire (représenté par la lettre «G» sur la carte) était situé dans la partie occidentale d'Ayutthaya, dans le quartier cochinchinois.

L'histoire du Collège général remonte à la création du séminaire Saint-Joseph d'Ayutthaya, au Siam en 1665 par les évêques, vicaires apostoliques, François Pallu et Pierre Lambert de la Motte de la Société des missions étrangères de Paris. Ils demandent officiellement l'établissement de l'église Saint-Joseph d'Ayutthaya et de son séminaire le 25 mai 1665 à Phra Narai, roi du Siam, qui leur accorde une grande parcelle le long de la rivière Ménam, dans le quartier cochinchinois nommé « Banplahet ».
Phra Narai demande aussi que dix étudiants siamois soient incorporés au séminaire afin d'apprendre les sciences européennes. Les autres élèves du séminaire proviennent de Goa, de Macao, de Cochinchine et du Tonkin. En 1675, Mgr Louis Laneau, qui avait été nommé vicaire apostolique du Siam deux ans auparavant, devient supérieur du séminaire.
Parmi les deux premiers promus à la prêtrise se trouve François Pérez, né de père et de mère siamois de Manille, plus tard sacré évêque et nommé vicaire apostolique de la Cochinchine en 1691,.
En 1680, le séminaire est déplacé vers un endroit plus grand dans les Mahapram, également près d'Ayutthaya, et il est renommé en « séminaire des Saints-Anges ».
Les événements de la révolution siamoise en 1688 voient l'éviction des forces françaises du Siam, et l'emprisonnement de Louis Laneau et de la moitié des étudiants du séminaire jusqu'en août 1690 ; les activités du séminaire ne reprennent qu'à partir de 1691.

### Périodes de Chanthaburi, Hon Dat, Pondichéry et Malacca (1765-1782)
L'invasion birmane d'Ayutthaya en 1765 force le déménagement du séminaire à Chanthaburi et plus tard à Hon Dat au Cambodge (aujourd'hui au Viêt Nam). Pigneau de Béhaine reprend alors la direction du séminaire.
L'instabilité politique de l'époque contraint les séminaristes à vivre dans l'austérité. Et alors qu'un nouveau bâtiment est construit, il est rasé par les rebelles. La détérioration de la situation politique et les persécutions constantes contraignent les directeurs à chercher un endroit plus sûr pour le séminaire.
L'Inde est choisie et en 1770, deux professeurs et quarante-et-un séminaristes arrivent à Pondichéry, comptoir français, par la mer après un arrêt de deux mois à Malacca. Le séminaire est établi à Virampatnam, au sud de la ville.
Si l'endroit est calme et propice aux études, Pondichéry n'en reste pas moins inadapté aux besoins de la mission, car trop éloigné de la Chine et l'Indochine, d'où proviennent la plupart des séminaristes. En conséquence, le séminaire est temporairement fermé en 1782 jusqu'à ce qu'un endroit plus approprié soit trouvé.

### Période de Pulau Tikus, Penang (1808-1914)

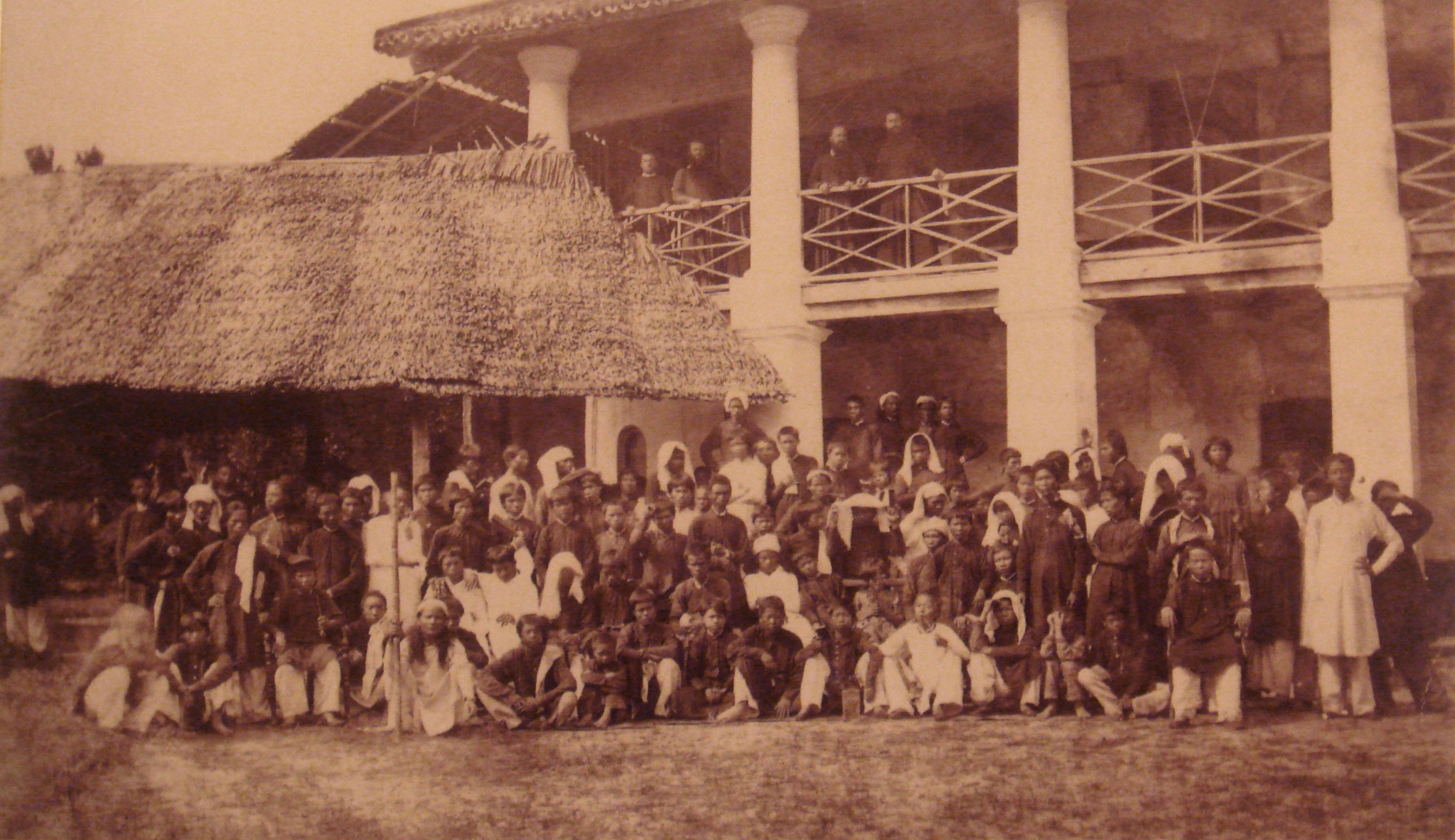
Vue du Collège général de Penang en 1866.

L'île de Penang, devenue colonie britannique depuis son occupation par Francis Light en 1786, est finalement choisie en raison de sa stabilité politique et de sa proximité géographique avec les terres des autres missions. En 1808, un nouveau supérieur, Monsieur Lolivier, arrive avec cinq séminaristes de Macao et le séminaire est relancé avec son nom actuel l'année suivante à Pulau Tikus, dans la province de Penang avec vingt séminaristes provenant de Chine. Le collège accueille des membres éminents parmi son personnel enseignant, y compris Laurent Imbert et Jacques Chastan qui y enseignent entre 1821-1822 et 1827-1830 respectivement. Les deux furent martyrisés en Corée et au plus tard, béatifiés en 1925 par le pape Pie XI. Tous deux ont été canonisés en 1984 par le pape Jean-Paul II.
Le collège fut également la résidence du vicaire général de l'Annam (nom en usage chez les occidentaux de l'époque pour le Viêt Nam actuel). De nombreux séminaristes annamites y ont été formés, parmi lesquels Philippe Van Minh Doan, martyrisé comme tant d'autres au cours des persécutions de Minh Mang de 1834-1835. Les martyrs du Viêt-Nam ont été canonisés en 1988 par Jean-Paul II.
En 1885, les bâtiments sont agrandis pour faire face à l'afflux de nouveaux séminaristes qui arrivent dans la région de Penang à cause de la persécution dans d'autres territoires. Avec le retour de la paix, la provenance des nouveaux séminaristes s'est réduite surtout aux missions nouvellement établies de Rangoon et de Mandalay en Birmanie.

## Recteurs du College General
| Nom                           | Affiliation                  | Années       |
| ----------------------------- | ---------------------------- | ------------ |
| Michael Lolivier, M.E.P.      | Missions étrangères de Paris | 1808–1833    |
| François Albrand, M.E.P.      | Missions étrangères de Paris | 1833–1839    |
| Claude Tisserand, M.E.P.      | Missions étrangères de Paris | 1839–1848    |
| Auguste Thivet, M.E.P.        | Missions Étrangères de Paris | 1848–1849    |
| Victor Martin, M.E.P.         | Missions étrangères de Paris | 1849–1868    |
| Joseph Laigre, M.E.P.         | Missions étrangères de Paris | 1868–1885    |
| Edouard Wallays, M.E.P.       | Missions étrangères de Paris | 1886–1917    |
| Justin Pages, M.E.P.          | Missions étrangères de Paris | 1917–1931    |
| Marcel Rouhan, M.E.P.         | Missions étrangères de Paris | 1931–1951    |
| Rene Jean Davias, M.E.P.      | Missions étrangères de Paris | 1951–1960    |
| Francois M. Ledu, M.E.P.      | Missions étrangères de Paris | 1960–1966    |
| Jean-Marie Bosc, M.E.P.       | Missions étrangères de Paris | 1966–1971    |
| Achilles Choong               | —                            | 1971–1975    |
| Anthony Soter Fernandez       | Diocésain                    | 1975–1977    |
| Murphy Nicholas Xavier Pakiam | Diocésain                    | 1978–1988    |
| James Gnanapiragasam          | Diocésain                    | 1988–1994    |
| Francis Anthony               | Diocésain                    | 1994–2005    |
| Edwin Paul                    | Diocésain                    | 2005–2010    |
| Gerard Theraviam              | Diocésain                    | 2010–présent |